# 金娜英 (1995年)
金娜英（：／ Kim Na Young，1995年11月23日—）。韓國女歌手，曾為Jellyfish娛樂旗下女子組合gu9udan成員，隊內職務為領唱及門面。2016年11月參與組成《人氣歌謠》特別合作企劃女團Sunny Girls。2018年7月10日，世正、美娜、娜英以gu9udan第二支小分隊gu9udan SeMiNa成員身分出道。 團體解散後與公司解約離開Jellyfish娛樂 ，現以個人身份活動。

## 生平

### 2015年：Produce 101
娜英與同公司金世正、康美娜參演Mnet企劃的韓國第一個「經紀公司大型企劃女團」生存實境節目《PRODUCE 101》（2016年1月播出），最終獲得第14名，未能入選成為YMC Entertainment旗下期間限定女子組合I.O.I成員，回到所屬公司Jellyfish練習。

### gugudan活動生涯
2016年6月7日，Jellyfish娛樂宣布娜英將加入即將推出的女團gu9udan出道。6月28日，gugudan正式出道，發行首張迷你專輯《Act.1 The Little Mermaid》，主打歌為〈Wonderland （页面存档备份，存于）〉。
2017年2月27日，gugudan第二張迷你專輯《Act.2 Narcissus》發行，主打歌為〈A Girl Like Me （页面存档备份，存于）〉。
11月8日，gugudan發行首張單曲專輯《Act.3 Chococo Factory》，主打歌〈Chococo （页面存档备份，存于）〉。
2018年2月1日，發行第二張單曲專輯《Act.4 Cait Sith》，主打歌為〈The Boots （页面存档备份，存于）〉。7月10日，與gugudan成員娜英、世正組成第二個子團gugudan SEMINA，發行同名單曲〈SEMINA （页面存档备份，存于）〉 。11月6日，gugudan第三張迷你專輯《Act.5 New Action》發行，主打歌為〈Not That Type （页面存档备份，存于）〉。

### 2020年：組合解散
12月30日，公司發布公告，宣布gugudan將在12月31日終止活動並解散。

### 2021年：離開Jellyfish娛樂
3月30日，娜英在個人Instagram上表示， 與Jellyfish娛樂簽訂的合約已於日前到期，正式離開Jellyfish娛樂。

### 2022年：簽約Goodman Story娛樂
1月3日，簽約Goodman Story娛樂， 往後將以演員身分發展演藝事業。

## 戲劇作品

### 音樂劇
| 日期                | 作品名稱 | 角色     | 備註 |
| 2019年5月~2019年7月 | 梅菲斯特 | 瑪格麗特 |      |
| 2022年4月~2022年5月 | 光州     | 鄭花仁   |      |

### 話劇
| 日期                 | 作品名稱     | 角色   | 備註   |
| 2019年9月~2020年2月  | 為什麼來我家 | 徐在熙 | 女主角 |
| 2022年7月~2022年9月  | 為什麼來我家 | 徐在熙 | 女主角 |
| 2022年12月~2023年2月 | 海鷗         | 瑪莎   |        |
| 2023年12月~2024年2月 | 尋找幸福     | 李恩秀 |        |

### 網路劇
| 年份   | 劇名        | 角色   | 備註 |
| 2023年 | 高爾Friends | 蔡瑞珍 |      |

## 影音作品

### 數位單曲
| 年份   | 歌曲                 | 專輯名稱                  | 官方影片                      | 備註                                |
| 2015年 | Pick Me              | PRODUCE 101 - PICK ME     | Pick Me（页面存档备份，存于） | 以《PRODUCE 101》練習生身份參與錄制 |
| 2017年 | 일기(2001 Remix.ver) | 20世紀少男少女 OST Part.2 |                               |                                     |

### 音樂錄影帶
| 年份   | 發布日期 | 歌曲名稱                                                         |
| 2015年 | 12月23日 | Pick Me（页面存档备份，存于）                                    |
| 2016年 | 11月23日 | NAYOUNG - ‘Adrenaline’ by 소녀시대-태티서 （页面存档备份，存于） |

### 合作舞臺
| 年份     | 日期 | 電視台           | 節目                                                | 合作舞臺名稱 |
| 2016     |      |                  |                                                     |              |
| 11月27日 | SBS  | 人氣歌謠         | Sunny Girls(써니걸스)- TAXI （页面存档备份，存于）  |              |
| 12月4日  | SBS  | 人氣歌謠         | Sunny Girls(써니걸스)- TAXI （页面存档备份，存于）  |              |
| 12月26日 | SBS  | 2016 SBS歌謠大戰 | Sunny Girls(써니걸스)- TAXIl （页面存档备份，存于） |              |
| 12月26日 | SBS  | 2016 SBS歌謠大戰 | U-LTRA Dance Festival （页面存档备份，存于）        |              |

## 影視綜藝、音樂、廣播節目

### 綜藝節目演出
| 2016年           | 2016年 | 2016年          | 2016年                                                  |
| 日期             | 電視台 | 節目名稱        | 備註                                                    |
| ---------------- | ------ | --------------- | ------------------------------------------------------- |
| 1月22日-4月1日   | Mnet   | 《PRODUCE 101》 | with 世正、美娜 (gu9udan)                               |
| 6月30日          | JTBC   | 《舊屋變新居》  | with HANA、世正 (gu9udan)                               |
| 7月28日          | KBS2   | 《維他命》      | with HANA、美娜、HYEYEON (gu9udan)                      |
| 9月30日、10月7日 | KBS2   | 《歡迎SHOW》    |                                                         |
| 10月2日          | SBS    | 《Running Man》 | with 美美、HANA、HAEBIN、些寧、SOYEE、HYEYEON (gu9udan) |

| 2017年                                | 2017年   | 2017年                  | 2017年                             |
| 日期                                  | 電視台   | 節目名稱                | 備註                               |
| ------------------------------------- | -------- | ----------------------- | ---------------------------------- |
| 1月30日                               | MBC      | 《MBC偶像明星運動會》   | with HANA、美美、世正 (gu9udan)    |
| 2月28日 3月14日、28日 5月9日、6月16日 | OnStyle  | 《AttractionTV》        |                                    |
| 3月4日、11日                          | KBS2     | 《戰鬥旅行》            | with 世正(gu9udan)                 |
| 3月31日                               | Pikicast | 《在媽媽睡著之後》      | with 世正、美美 (gu9udan)          |
| 4月7日                                | tvN      | 《時間消逝的男子》      | with 世正、美娜、HYEYEON (gu9udan) |
| 4月23日                               | OnStyle  | 《Get It Beauty 2017 》 |                                    |
| 5月1日                                | JTBC     | 《非首腦會談》          | with 世正(gu9udan)                 |
| 5月18日                               | OnStyle  | 《Lipstick Prince 2》   | with 世正(gu9udan)                 |
| 6月16日                               | SBS      | 《白鍾元的三大天王》    | with 世正(gu9udan)                 |
| 10月4日                               | KBS2     | 《重組記憶》            | 中秋特別節目                       |
| 11月19日                              | SBS      | 《Fantastic Duo 2》     |                                    |

| 2018年        | 2018年 | 2018年                | 2018年 |
| 日期          | 電視台 | 節目名稱              | 備註   |
| ------------- | ------ | --------------------- | ------ |
| 2月15日、16日 | MBC    | 《MBC偶像明星運動會》 |        |
| 4月6日、13日  | XtvN   | 《SUPER TV》          |        |

### 綜藝節目、音樂節目主持
| 日期                  | 電視台    | 節目名稱          | 備註       |
| 2017年3月15日         | MBC Music | 《Show Champion》 | Special MC |
| 2017年9月7日－11月3日 | Donga TV  | 《Beauty Idol》   | 固定主持   |

### 廣播節目演出
| 日期           | 電台         | 節目名稱                    | 備註     |
| 2016年6月30日  | SBS Power FM | 《金昌烈的Old School》      | 可視電台 |
| 2016年7月12日  | MBC 標準FM   | 《朴貞雅的月光樂園》        |          |
| 2017年3月19日  | KBS Cool FM  | 《李洪基的 Kiss The Radio》 | 可視電台 |
| 2017年11月27日 | SBS Power FM | 《李菊主的Young Street》    | 可視電台 |
| 2018年2月7日   | SBS Power FM | 《NCT的 Night Night!》      | 可視電台 |
| 2017年2月9日   | KBS Cool FM  | 《李洪基的 Kiss The Radio》 |          |

## 外部連結
- 金娜英的Instagram帳戶